# Электрофорез

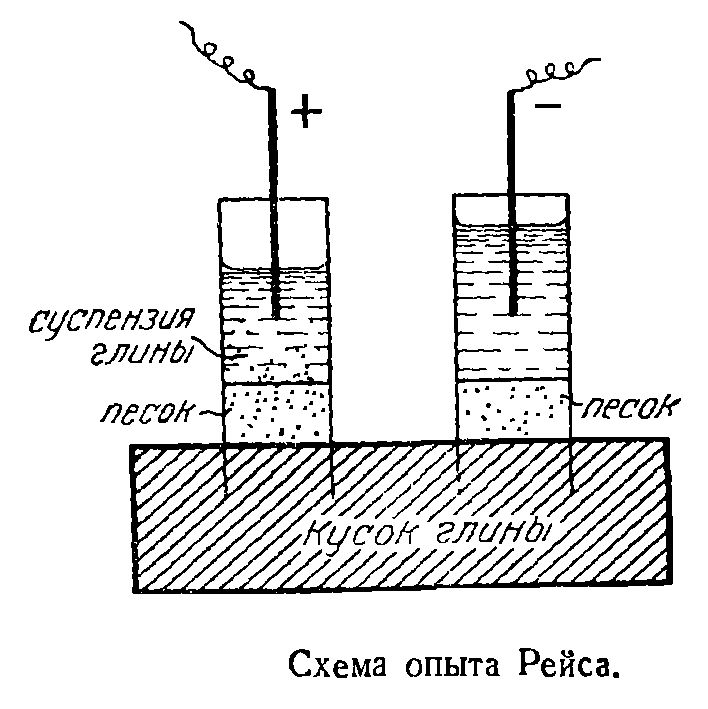
В кусок влажной глины вдавлены две стеклянные трубки и в полученные таким способом стаканчики насыпан хорошо промытый мелкий песок, а затем налита вода. После того, как в стаканчики с совершенно прозрачной над песком водой были опущены электроды от вольтова столба и подан ток, Рейс наблюдал, что в трубку с положительным электродом сквозь слой песка начали проникать частички глины, а вода постепенно снизу вверх мутнела. Перенос частиц глины к положительному электроду, свидетельствующий об их отрицательном заряде, есть проявление электрофореза, а понижение уровня воды в том стаканчике, куда проникала глина, и повышение уровня воды в другом стаканчике есть проявление электроосмоса

Электрофоре́з (от электро- + др.-греч. φορέω «переношу») — это электрокинетическое явление перемещения частиц дисперсной фазы (коллоидных или белковых растворов) в жидкой среде под действием внешнего электрического поля. Впервые было открыто профессорами Московского университета П. И. Страховым и Ф. Ф. Рейссом в 1809 году.
С помощью электрофореза удаётся покрывать мелкими частицами поверхность, обеспечивая глубокое проникновение в углубления и поры. Различают две разновидности электрофореза: катафорез — когда обрабатываемая поверхность имеет отрицательный электрический заряд (то есть подключена к отрицательному контакту источника тока, являясь катодом) и анафорез — когда заряд поверхности положительный.
Электрофорез применяют в лечебных целях в физиотерапии. В химической промышленности он используется для осаждения дымов и туманов, для изучения состава растворов и др. Электрофорез является одним из наиболее важных методов для разделения и анализа компонентов веществ в химии, биохимии и молекулярной биологии.
Одним из методов для подтверждения подлинности анализируемого белка и наличия белковых примесей в исследуемом образце является электрофоретическое исследование. Электрофорез занимает центральное место среди методов исследования белков и нуклеиновых кислот. Метод позволяет разделять макромолекулы, различающиеся по таким важнейшим параметрам, как размеры, пространственная конфигурация, вторичная структура и электрический заряд.
Трехмерная структура белков поддерживается за счет дисульфидных связей. При обработке всех образцов дитиотреитолом DTT (восстанавливающие условия) происходит денатурация белков в результате разрыва S-S связей, разворачивания полипептидной цепи и последующего связывания с додецилсульфатом натрия SDS.
Обратное электрофорезу явление — эффект Дорна: появление разности потенциалов между находящимися на различных высотах слоями столба жидкости, в которой осаждаются взвешенные частицы.
В русскоязычной литературе встречается применение электрофореза в газообразной среде, например для очистке газа от пыли или наночастиц (электростатическая преципитация или фильтрация).

## Электрофорез в медицине (физиотерапии)

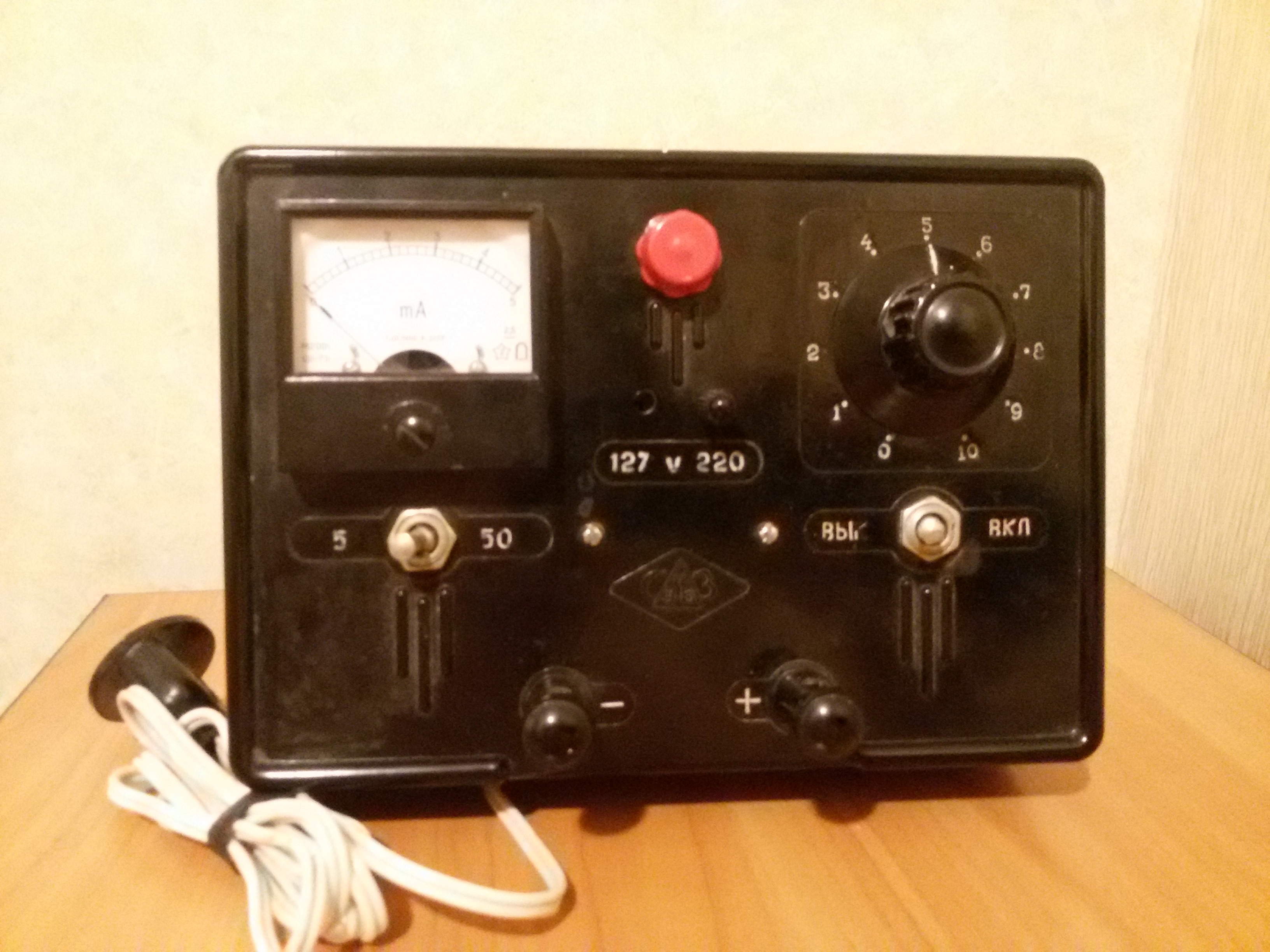
Аппарат для электрофореза. СССР, 1972

В советской и российской физиотерапии электрофорез — это процедура с недоказанной эффективностью, назначаемая при лёгких или неопасных заболеваниях. Лечебное вещество наносится на прокладки электродов и под действием электрического тока, по замыслу физиотерапевта, должно проникнуть в организм через кожные покровы (в терапии, неврологии, травматологии и др.), но в действительности этого не происходит. Даже в случае, если небольшая часть лекарственного средства через повреждения на коже всё же попадёт в тело, глубже кожи, дальше к больному органу, оно не попадёт, потому что, проникнув в капилляры и сосуды, будет унесено в системный кровоток. Электрический ток также оказывает миостимулирующее и кратковременное лёгкое анестезирующее действие. Кроме того, электрофорез применяется для введения лекарственных средств в слизистые оболочки (в стоматологии, отоларингологии, гинекологии и др.) и влияет на физиологические и патологические процессы непосредственно в месте введения.
Противопоказания к проведению электрофореза: острые гнойные воспалительные заболевания, сердечная недостаточность II—III степени, гипертоническая болезнь III стадии, лихорадка, тяжёлая форма бронхиальной астмы, дерматит или нарушение целостности кожи в местах наложения электродов, злокачественные новообразования. Учитываются противопоказания для лечебного вещества.
Вещества, используемые при электрофорезе, физиотерапевты делят на:
- отрицательно заряженные, наносимые на катод (бромиды, йодиды, никотиновая кислота и другие);
- положительно заряженные, наносимые на анод (ионы металлов — магния, калия, кальция);
- наносимые на катод или анод (гумизоль, жижа из морской соли (бишофит) и другие).

Исследования, проведенные по международным стандартам доказательной медицины, не подтверждают эффективность электрофореза, например, при лечении латеральной эпикондилалгии («теннисного локтя») и тендинита.

## Электрофорез в научных исследованиях
В биохимии и молекулярной биологии электрофорез используется для разделения макромолекул — белков и нуклеиновых кислот (а также их фрагментов). Различают множество разновидностей этого метода (см. статью Электрофорез белков). Этот метод находит широчайшее применение для разделения смесей биомолекул на фракции или индивидуальные вещества и используется в биохимии, молекулярной биологии, клинической диагностике, популяционной биологии (для изучения генетической изменчивости) и др.